# Комбіновані методи видобування та перероблення корисних копалин
Комбіновані методи видобутку і переробки корисних копалин — методи і технології, які включають поєднання (суміщення) операцій видобутку корисних копалин і їх наступної переробки (збагачення, розчинення, переведення у різні стани — сублімація, зрідження, газифікація тощо).
Основні комбіновані методи видобутку і переробки корисних копалин (геотехнології):
- Підземне вилуговування
- Підземне розчинення
- Підземна газифікація корисних копалин
  - Підземна газифікація вугілля
  - Підземна газифікація сірки
  - Підземна газифікація вугільних сланців
- Підземне зрідження вугілля
- Підземна сублімація корисних копалин

Крім того, окремо розрізняють:
- комбіновані методи видобутку корисних копалин — розробка родовищ корисних копалин послідовно або одночасно відкритим і підземним способами.
- комбіновані методи переробки корисних копалин — це спеціальні методи збагачення корисних копалин, спеціальні методи зневоднення корисних копалин, методи, що поєднують гідротранспорт і збагачення тощо.

Приклади: Суміщений процес «масляна агломерація — гідротранспорт», Суміщений процес гідротранспорт-збагачення вугілля по солі, Суміщений процес гідротранспорт-агломерація-збагачення вугілля по солі.